# Unicul și adevăratul Tarzan
Unicul și adevăratul Tarzan este un film românesc din 2004 regizat de Florin Iepan. Rolurile principale au fost interpretate de actorii Linda Christian, Julian Lesser, Johnny Shefield.

## Distribuție
Distribuția filmului este alcătuită din:
- Linda Christian
- Elena Verdugo
- Johnny Weissmuller jr
- Julian Lesser
- , Johnny Shefield